# Tino Insana
Silvio Peter "Tino" Insana (15 tháng 2 năm 1948 – 31 tháng 5 năm 2017) là một diễn viên. Ông cũng được biết là người lồng tiếng cho Pig trong Barnyard.

## Sự nghiệp điện ảnh
- Barnyard: Pig chú cá sấu thân thiện (2006)
- Back at the Barnyard: Pig chú cá sấu thân thiện (2007 đến 2011)